# Sondeig astronòmic

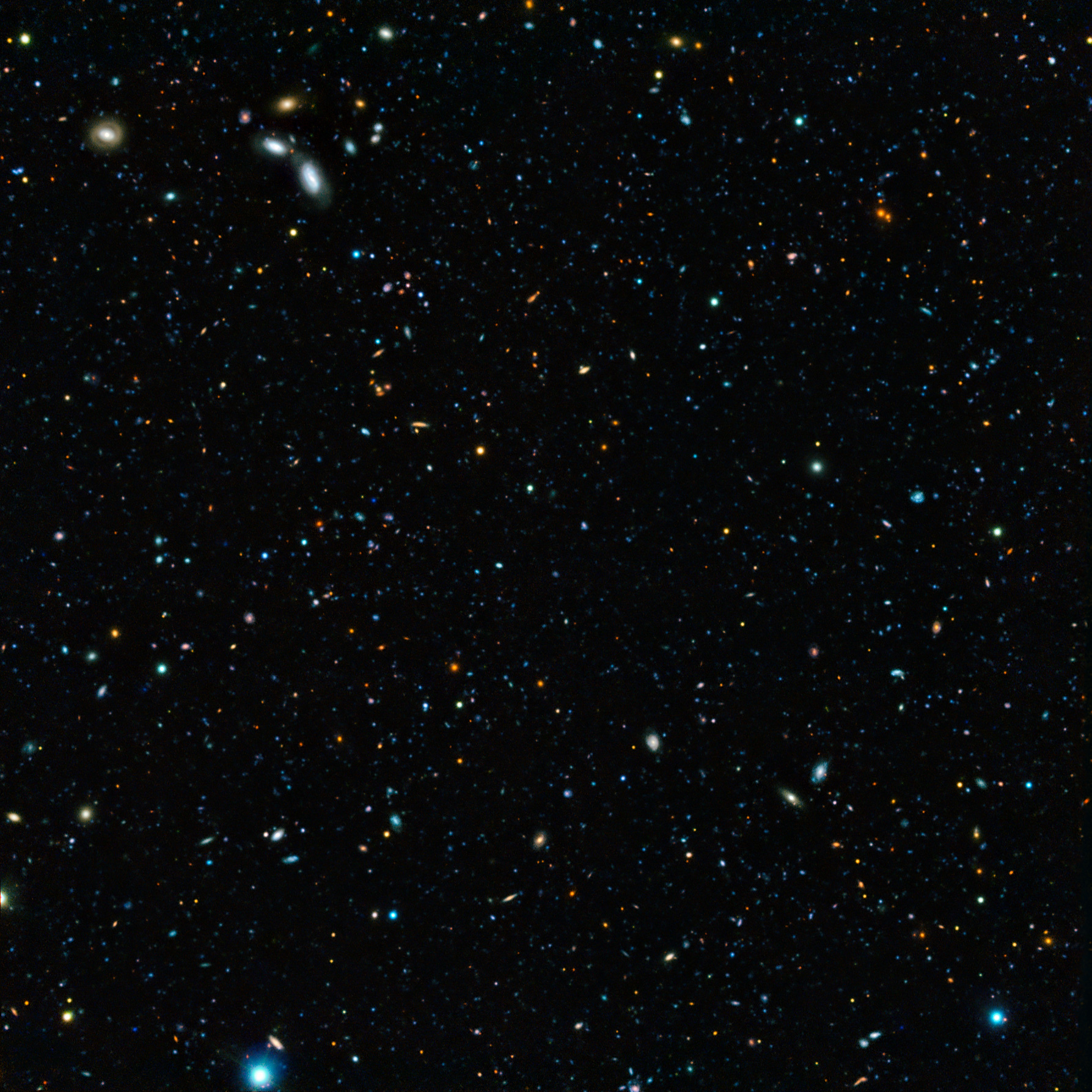
Imatge composta del GOODS-South field, resultat d'un sondatge de profunditat utilitzant dos dels quatre telescopis gegants de 8,2 metres que formen el Very Large Telescope de l'ESO.

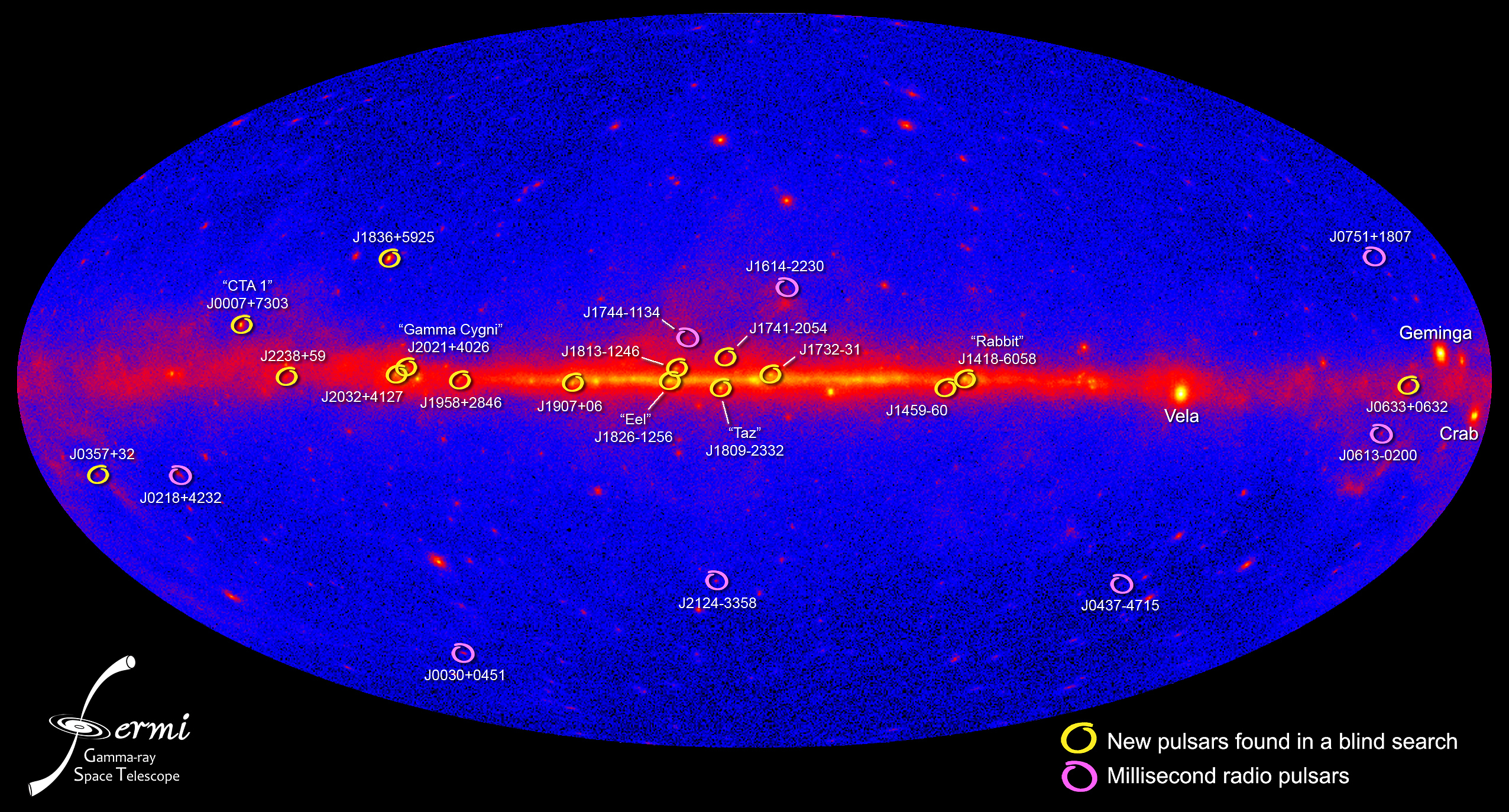
Púlsars de raigs gamma detectats pel Fermi Gamma-ray Space Telescope.

Un sondatge astronòmic (però també examinació, rastrejament o catalogació astronòmica amb significats lleugerament diferents) és un mapa general o imatge d'una regió del cel que no té un objectiu d'observació específica. D'altra banda, un estudi astronòmic pot comprendre un conjunt de moltes imatges o espectres d'objectes que comparteixen un tipus comú o característica. Els sondatges sovint es limiten a una banda de l'espectre electromagnètic a causa de limitacions instrumentals, tot i que els sondejos de diverses longituds d'ona es poden fer mitjançant l'ús de múltiples detectors, cadascun és sensible a una amplada de banda diferent. Aquests sondatges, en general, s'han realitzat com a part de la producció d'un catàleg astronòmic.